# Wim Kloppenburg (kerkmusicus)
Wim Kloppenburg (Amsterdam, 20 november 1939) is een Nederlands kerkmusicus en hymnoloog.

## Levensloop
Wim Kloppenburg is de zoon van Cornelius Jacobus Kloppenburg (1904 - 1986) en Elisabeth Trimp (1907 - 1986). Hij groeide op in een muzikaal gezin, waar veel gezongen werd rondom de piano. Vanaf zijn achtste kreeg Kloppenburg pianoles. Hij volgde het gymnasium aan het Hervormd Lyceum in Amsterdam. Vanaf zijn zestiende speelde hij hier, in afwisseling met enkele andere leerlingen, op het orgel tijdens de dagelijkse ochtendwijdingen.
Wim Kloppenburg is getrouwd met Ida Schouten. Ze hebben samen twee kinderen, Thomas Kloppenburg en Cecilia Kloppenburg.

### Opleiding
Kloppenburg studeerde aanvankelijk wiskunde en natuurkunde aan de Universiteit van Amsterdam. In dezelfde periode was hij reeds betrokken bij kerkmuziek, als orgelleerling van Frits Mehrtens maar ook als cantorijlid waarbij hij zong in de nocturnen in de Maranathakerk te Amsterdam. Deze vieringen stonden indertijd bekend als broedplaats van liturgische vernieuwingen in de Protestantse kerk. De kennismaking hiermee, en met de nieuwe kerkliederen van Willem Barnard en Frits Mehrtens, maakten dat Kloppenburg zijn studie na twee jaar afbrak en ervoor koos naar het conservatorium te gaan. Aan het Muzieklyceum Amsterdam behaalde hij diploma's in schoolmuziek (1965) en protestantse kerkmuziek (1966). Zijn docenten waren onder meer Frits Mehrtens, Evaristos Glassner (orgel) en Frans Moonen (koordirectie). Van 1973 - 1977 studeerde hij aan hetzelfde instituut hoofdvak orgel bij Piet Kee, dat hij afsloot met het diploma solospel.

### Werk
Als cantor-organist was Kloppenburg achtereenvolgens werkzaam in Amsterdam (1963 - 1977, Matinengemeente in De Ark (Amsterdam-Slotervaart) en aansluitend in de Thomaskerk (Amsterdam)), Kortenhoef (1981 - 1986, Oecumenische Streekgemeente Kortenhoef) en Amstelveen (1990 - 2010 Kruiskerk, eerst cantor, later cantor-organist).

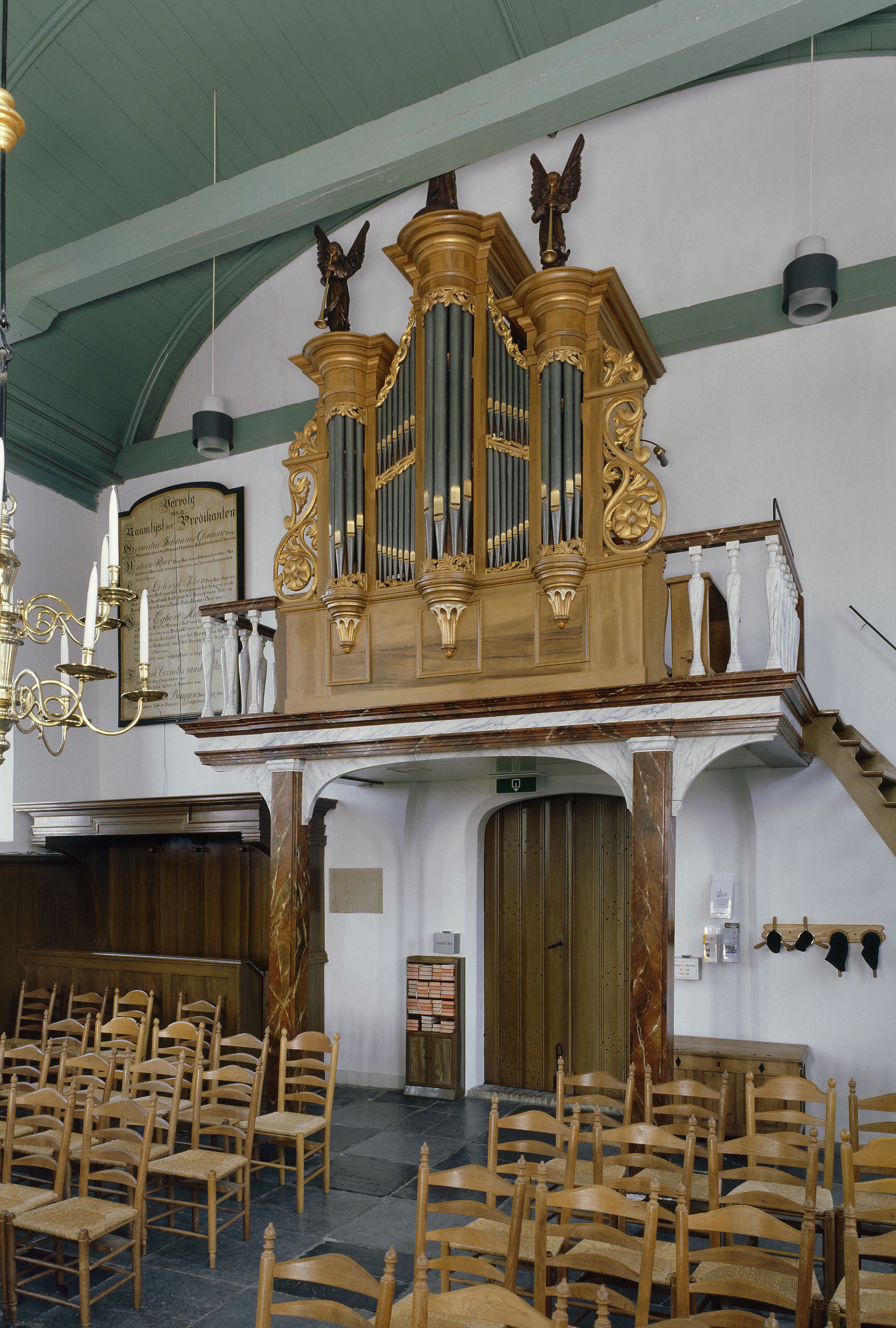
Het orgel van de Hervormde Kerk in Kortenhoef

Hij werkte van 1965 tot 1976 als docent muziek aan de Pedagogische Academie te Amsterdam en van 1973 tot 1990 als docent hymnologie, liturgiek en volksliedkunde aan het Arnhems Conservatorium. Van 1976 tot 1995 was hij tevens docent kerklied aan het seminarie Hydepark van de Nederlandse Hervormde Kerk.
Van 1976 tot 1996 was Kloppenburg als programmamaker verbonden aan de IKON-radio, voor welke omroep hij wekelijks een programma verzorgde over kerkmuziek en liturgie. Hij maakte de series Liturgie en Kerkmuziek, Drieluik en In de Gloria. In 1996 kwam een abrupt einde aan deze uitzendingen omdat de IKON-directie van mening was dat er voor een specialistisch programma over kerkmuziek en liturgie niet langer meer een plek was in de nieuwe programmering.
Naast zijn vaste werkzaamheden publiceerde (en publiceert) hij als freelancer artikelen over liturgie en kerkmuziek in verschillende vaktijdschriften en in de reeks Werkboekjes voor de Eredienst. Van 1974 - 2016 was hij verschillende perioden en in wisselende functies verbonden aan het bestuur en/of de tijdschriftredacties van de Gereformeerde Organisten Vereniging en de Koninklijke Nederlandse Organisten Vereniging, waaronder de bladen Het Orgel en Muziek en Liturgie. Ook publiceerde hij in het Vlaams muziektijdschrift Adem. Daarnaast schreef hij mee aan verschillende boeken over kerkmuziek en liturgie en was hij eindredacteur van vergelijkbare publicaties.
In opdracht van het Combattimento Consort o.l.v. Jan Willem de Vriend bezorgde hij in 2004 de partituur en de instrumentale partijen voor een nieuwe interpretatie van Bachs Musikalisches Opfer.

#### Matinencantorij

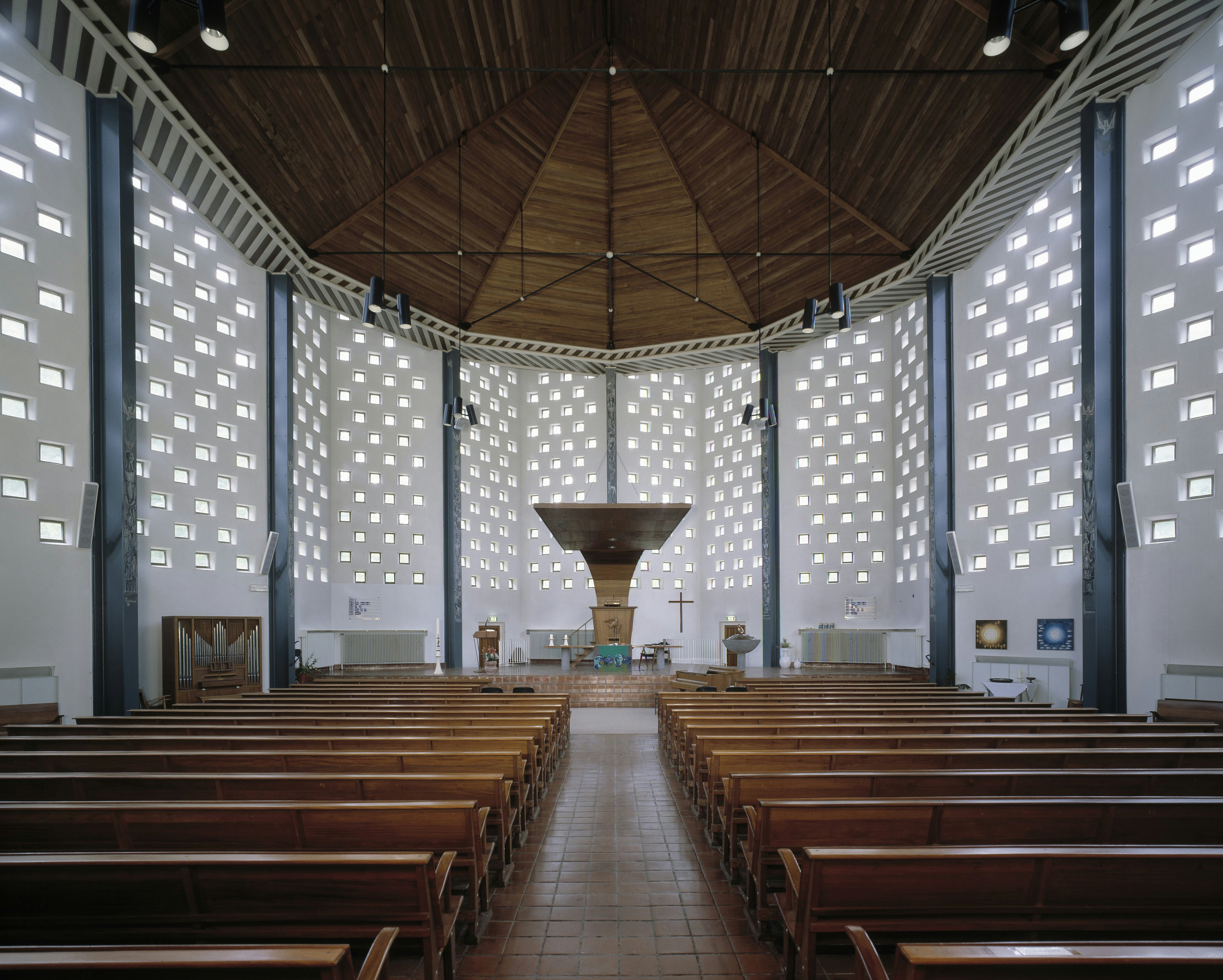
Kruiskerk in Amstelveen

Kloppenburg was van 1963 - 2010 dirigent van de Matinencantorij. De Matinencantorij werd in 1963 opgericht ten behoeve van de (vroege) ochtenddiensten van de Matinengemeente die geleid werden door dominee Willem Overbosch. Na een start in Amsterdam-Slotervaart werden de diensten vele jaren voortgezet in de nieuwgebouwde Thomaskerk in Amsterdam, een kerk die in nauwe samenspraak met ds Overbosch ontworpen was door architect Karel Sijmons. De matinen werden gekenmerkt door experimenten met liturgische onderdelen en handelingen, en de cantorij speelde hier een belangrijke rol in. Na het beëindigen van deze diensten bleef de cantorij tot 2010 als zelfstandig koor bestaan. De Matinencantorij verzorgde onder Kloppenburgs leiding o.a. de maandelijkse oecumenische Cantatediensten in de Kruiskerk te Amstelveen, gaf concerten en werkte mee diverse radio- en andere geluidsopnames.

### Overig
Van 1985 - 1991 was Kloppenburg bestuurslid van de Internationale Arbeitsgemeinschaft für Hymnologie (IAH), als opvolger van Casper Honders. Daarnaast organiseerde hij verschillende symposia en andere evenementen, waaronder het Reda-congres (1978, Domkerk Utrecht), de Distler-herdenking in 1982 en het Internationaal Hymnologisch Congres in 1991 in Leuven.

## Onderscheiding
Op 16 mei 2004 werd Kloppenburg benoemd tot ridder in de Orde van Oranje Nassau wegens zijn grote inzet voor de kerkmuziek in Nederland. De onderscheiding werd uitgereikt bij de afsluiting van een jubileumjaar waarin zowel zijn 40-jarig jubileum als kerkmusicus als het 40-jarig bestaan van de Matinenencantorij gevierd was. 

## Publicaties

### Boeken
- 1987 - Met andere woorden: klein liedboek voor kinderen - Hanna Lam (teksten) en Wim Kloppenburg e.a. (melodieën) - ISBN 9026601476
- 1996 - De mond geopend voor een lied, Werkboekjes voor Liturgie nr 12 - Wim Kloppenburg - ISBN 9789023907862
- 1999 - Kruismeditatie en Beklag Gods in liturgie en leerhuis, Werkboekjes voor de eredienst nr. 15 - Hans Uytenbogaardt, Wim Kloppenburg en H. Vreekamp - ISBN 9023914902
- 2001 - Uitgave van de Psalmencyclus van Adriaan C. Schuurman - Wim Kloppenburg - uitgever GOV-Vereniging van kerkmusici
- 2002 - Liturgisch ABC; capitula selecta uit de hymnologie en de liturgiek - Wim Kloppenburg - uitgever GOV-Vereniging van kerkmusici
- 2000 - 2001 - Liederkunde zum Evangelischen Gesangbuch - liedcommentaren van Wim Kloppenburg bij enkele van oorsprong Nederlandse gezangen in dit Duitse liedboek
- 2005 - 2012 - Artikelen en redactiewerk van Wim Kloppenburg voor de serie Om het Levende Woord - Stichting Breukelman
- 2006 - Artikel The Beauty of Unpolished Congregational Singing: The Concepts of Klaas Bolt, in Orphei Organi Antiqui: Essays in Honor of Harald Vogel, p221 - 228 - uitgever Cleveland T. Johnson, Westfield Center, Ithaca
- 2009 - Om te gedenken, over de noodzaak van liturgie - Rinse Reeling Brouwer en Wim Kloppenburg (redactie) - ISBN 9789043516082
- 2012 - Bijbelse Theologie in de praktijk - Rinse Reeling Brouwer en Wim Kloppenburg (redactie) - ISBN 9789043515900
- 2010 - Liederen van het vroom gemoed. Klinkende getuigenissen uit een bewogen eeuw (incl. CD) - Wim Kloppenburg - ISBN 9789077246436
- 2011 - Ook in het vuur is Hij nabij, Bijbelse liederen voor kinderen en grote mensen van Wonno Bleij - Wim Kloppenburg (redactie) - ISBN 9789023967347
- 2015 - Liederen met een verhaal, acht bijbelse cantica (incl. 2 CD's) - Heleen Weimar en Wim Kloppenburg - ISBN 9789492183170
- 2022 - In wind en vuur. Alle liederen, Willem Barnard / Guillaume van der Graft - uitgave tot stand gekomen m.m.v. Wim Kloppenburg e.a. - ISBN 9789493220041

### Liederen
Wim Kloppenburg schreef de melodieën van de volgende liederen in het Liedboek - zingen en bidden in huis en kerk:
- 274 - Wij komen hier ter ere van uw naam
- 368a - Kom, Heer, en wacht niet langer
- 368c - Doe lichten over ons uw aangezicht
- 385 - De tafel van samen, de tafel is gedekt

Verschillende liederen met melodieën van zijn hand verschenen in eerdere uitgaven als Aan de hand van Mozes (Prof. Dr. G. van der Leeuw-Stichting), Zingend Geloven (Boekencentrum) en Het lied op onze lippen (teksten van Thomas Naastepad, ISBN 9030410507).

## Discografie
- 1980 - Dubbel lp: Klankbeeld van het openingsconcert en gemeentezangavond naar aanleiding van het 90-jarig bestaan N.O.V. - Kees van Eersel (orgel), Klaas Bolt (orgel) e.a., Matinencantorij o.l.v. Wim Kloppenburg - Phonogram B.V. 6814[4]
- 1991 - Audiocassette: Het Geneefse psalter in de Nederlanden: muziekvoorbeelden bij de tentoonstelling Psalmzingen in de Nederlanden - samenstelling Wim Kloppenburg
- 1999 - CD bij het boek: Zingt voor de Heer een nieuw gezang: 25 jaar Liedboek voor de Kerken - samenstelling Wim Kloppenburg
- 2005 - CD: Psalmencyclus en orgelwerken van Adriaan C. Schuurman - Matinencantorij, Peter Ouwerkerk (orgel) e.a. o.l.v. Wim Kloppenburg - GOV-Vereniging van Kerkmusici - SCB-05543[5]
- 2010 - CD bij het boek: Liederen van het vroom gemoed. Klinkende getuigenissen uit een bewogen eeuw - Matinencantorij o.l.v. Wim Kloppenburg